# Edengate: The Edge of Life
Edengate: The Edge of Life, stylisé en EDENGATE: The Edge of Life, est un jeu vidéo développé par le studio italien Hook et sorti le 15 novembre 2022. Il est disponible sur Windows, PlayStation 4 et Xbox One.  

## Synopsis
Mia Lorenson se réveille dans un hôpital récemment abandonné. Alors qu'elle commence à errer dans les couloirs déserts, des souvenirs commencent à refaire surface. La jeune femme va essayer de découvrir quels événements ont pu vider Edengate de tous ses habitants et explorer les événements marquants de son passé.

## Système de jeu
Edengate: The Edge of Life se joue entièrement à la troisième personne et consiste essentiellement en un jeu d'exploration. Le personnage de Mia doit se déplacer dans son environnement afin de progresser dans l'histoire. L’héroïne a la possibilité de récupérer de nombreux éléments de renseignements qui lui ouvriront une fenêtre temporelle sur les événements de son passé et ceux qui ont transformé Edengate en ville fantôme. 
Le jeu ne comprend pas de phase de combat et il n'existe aucune arme à ramasser : le jeu est entièrement axé sur la narration et l'exploration de l'environnement. Pour progresser, le personnage de Mia devra parfois résoudre des énigmes comme des mots de passe ou utiliser des jeux de lumière pour faire disparaître certains obstacles.
Le jeu propose plusieurs succès à débloquer sur toutes les plateformes. Certains sont immanquables, comme terminer le jeu, alors que d'autres demandent d'explorer complètement les environnements pour récupérer certains objets ou d'effectuer des actions précises.  
Le jeu terminé, il est possible de recommencer les chapitres séparément et les objets débloqués durant l'aventure peuvent être regardés dans une galerie.   

## Développement
Le concept d'Edengate: The Edge of Life a été annoncé lors du salon Tokyo Games Show. Le jeu a été développé durant la pandémie de Covid 19 et se veut une représentation du sentiment d'isolement et de peur de l'époque. 

## Réception
Le jeu est accueilli par des critiques globalement positives. 
Certains testeurs louent l'ambiance du titre, qui est très bien retranscrite et qui participe beaucoup à l'immersion et à l'intérêt du jeu. Les environnements sont également variés. En outre, l'aspect visuel du jeu est techniquement réussi avec des graphismes plutôt agréables tandis que la bande-son est considérée comme un autre atout.   
En revanche, la faible durée de vie du titre est systématiquement mise en évidence. De plus, le jeu ne propose aucun véritable défi, se résumant à un jeu d'exploration sans réelle difficulté. Des problèmes techniques comme de la latence d'affichage ou des "crashs" du jeu ont également été relevés.   